# Municipalità locale di Ndlambe
Ndlambe è una municipalità locale (in inglese Ndlambe Local Municipality) appartenente alla municipalità distrettuale di Sarah Baartman della  Provincia del Capo Orientale in Sudafrica. 
In base al censimento del 2001 la sua popolazione è di 54.715 abitanti.
La sede amministrativa e legislativa è la città di Port Alfred e il suo territorio si estende su una superficie di 1.840 km² ed è suddiviso in 9 circoscrizioni elettorali (wards). Il suo codice di distretto è EC105.

## Geografia fisica

### Confini
La municipalità locale di Ndlambe confina a nord e a ovest con quella di Makana, a est con quella di Ngqushwa (Amatole), a sud con l'Oceano Indiano e a ovest con quella di River Valley.

### Città e comuni
- Alexandria
- Bathurst
- Boesmansriviermond
- Boknesstrand
- Canon Rocks
- Ekuphumleni
- Kariega
- Kasuka Road
- Kenton on Sea
- Kleinemonde
- Kwanonqubela
- Langholm
- Nkwenkwezi
- Nolukhanyo
- Port Alfred
- Southwell

### Fiumi
- Bega
- Kariega
- Kap
- Kowie